# Poporul akan
Poporul akan este un grup etnic din Africa de Vest, fiind dominant atât în Ghana cât și în Coasta de Fildeș, și unul dintre cele mai numeroase din regiune, numărând peste 20 de milioane de membri. Akanii vorbesc limbi Kwa, parte a familiei mai mari de limbi nigero-congoleze. Populația care a format mai târziu poporul akan a migrat din Sahel pe coasta de vest a Africii. Regatul Bonoman s-a format în secolul al XI-lea ca un stat comercial între akani și vecinii lor, în special cei din Djenné. O dezvoltare rapidă a exploatării aurului a făcut ca akanii să devină foarte bogați și influenți. În timpul imperiului Bonoman, diferite grupuri de akani au migrat în alte zone și au creat numeroase state bazate pe exploatarea aurului și comerțul cu produse agricole. Aceasta a adus bunăstare numeroaselor state akane, iar în final a condus la apariția celui mai puternic imperiu akan, Imperiul Ashanti.